# Marie Spartali Stillman

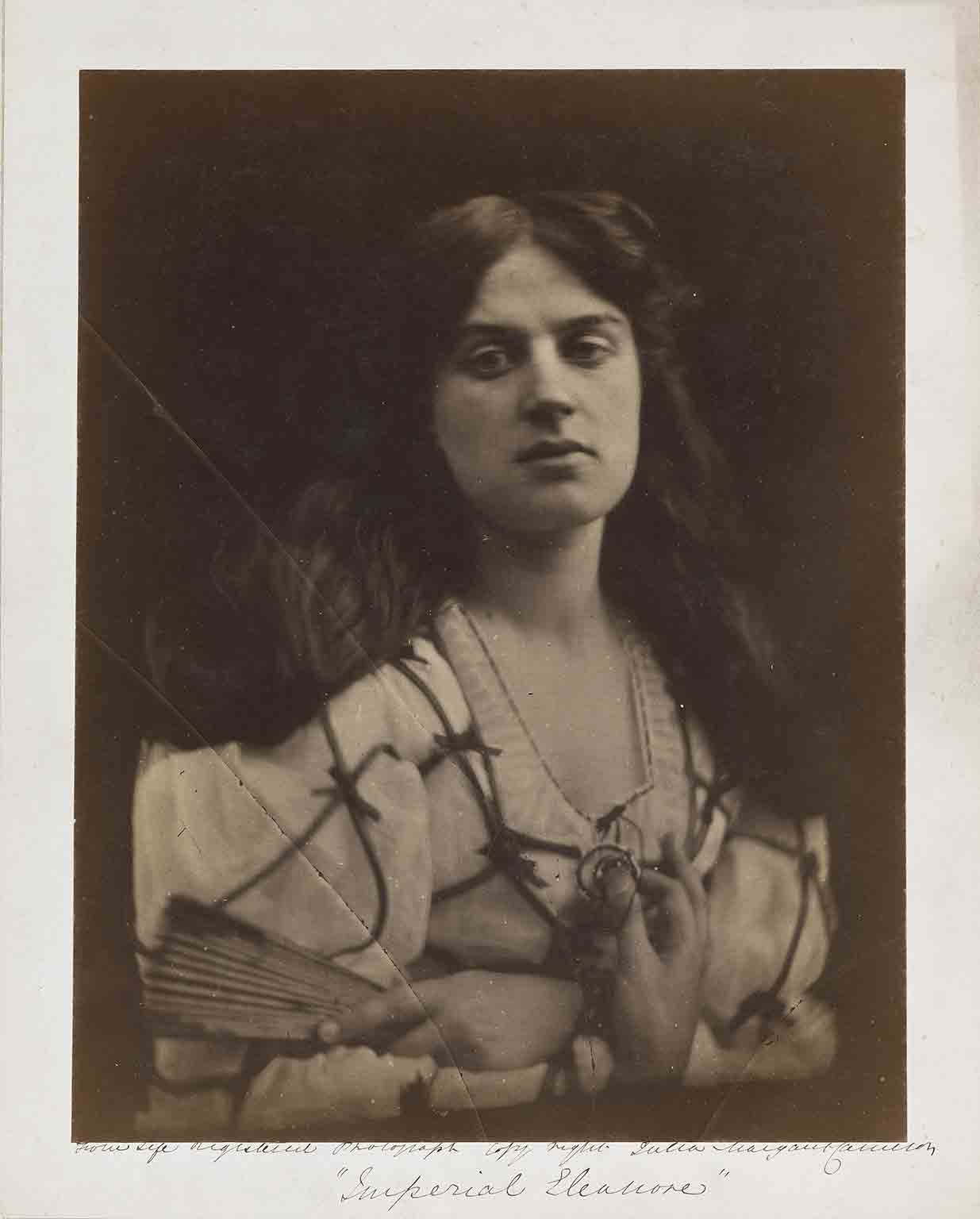
Spartali Stillman fotograferad av Julia Margaret Cameron år 1868

Marie Spartali Stillman, född Marie Euphrosyne Spartali 10 mars 1844 i London, England, död 6 mars 1927 i London, var en brittisk målare av grekisk börd. Hon tillhörde prerafaeliterna.
Hon var elev till Ford Madox Brown och ställde ut sin konst för första gången 1867 på Dudley Gallery i London.

## Galleri

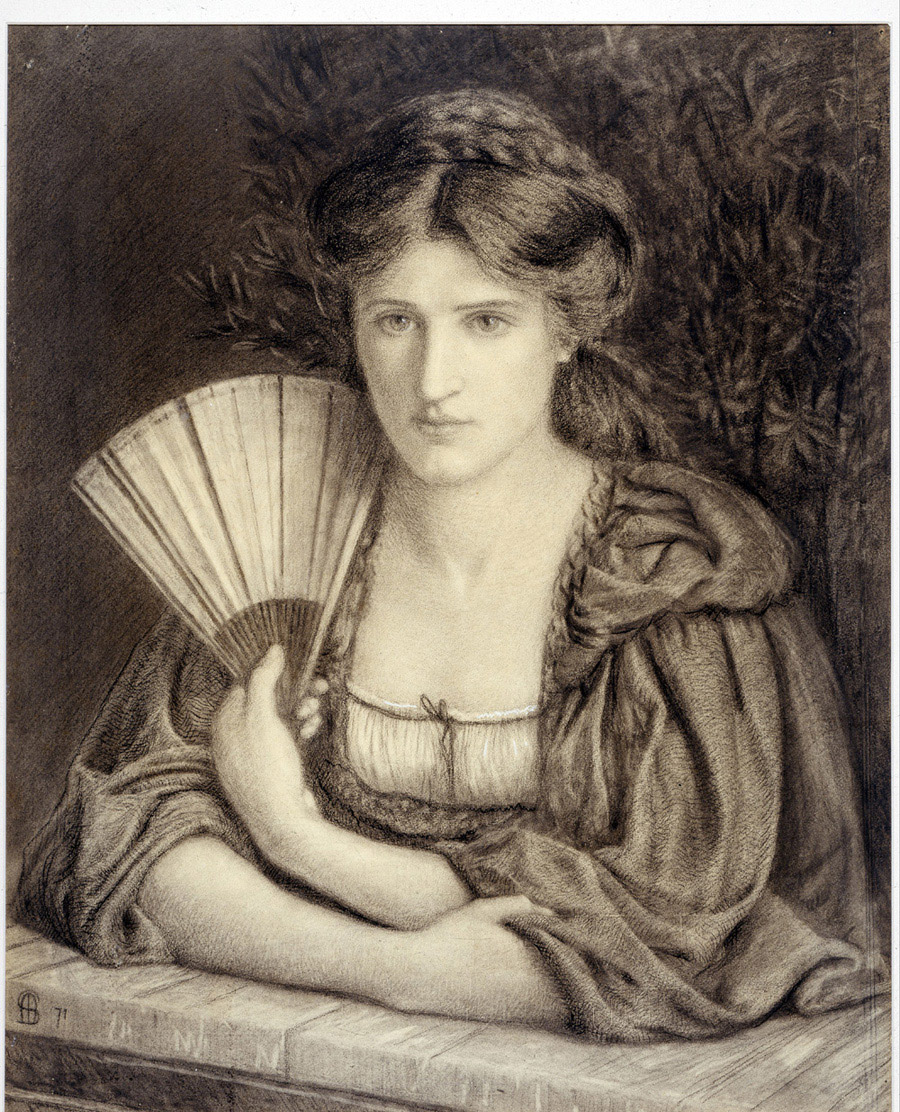
Självporträtt, 1871
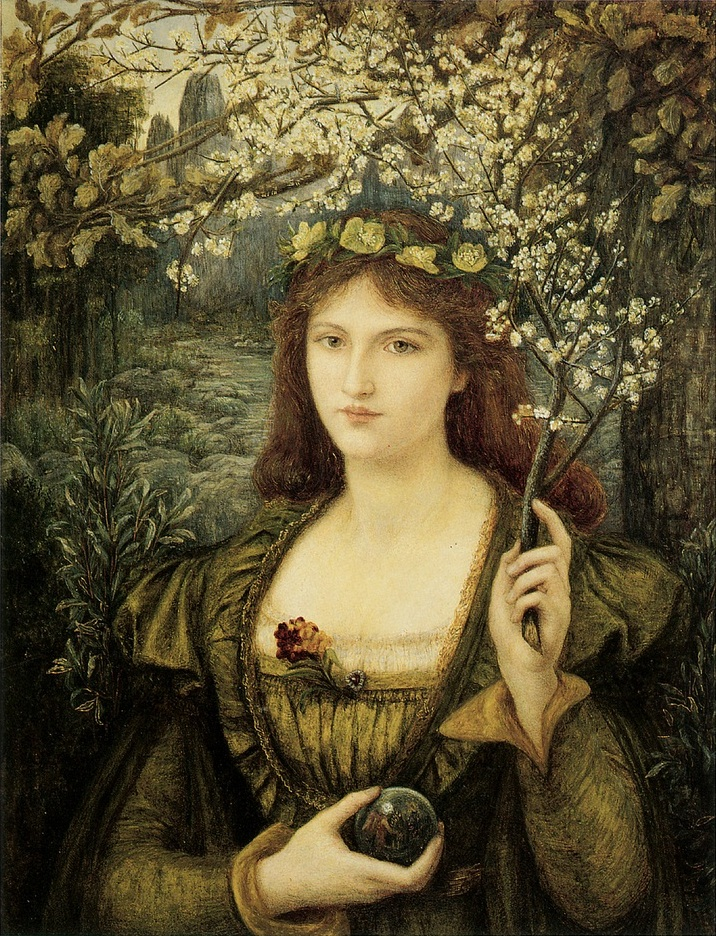
Madonna Pietra degli Scrovigni, 1884
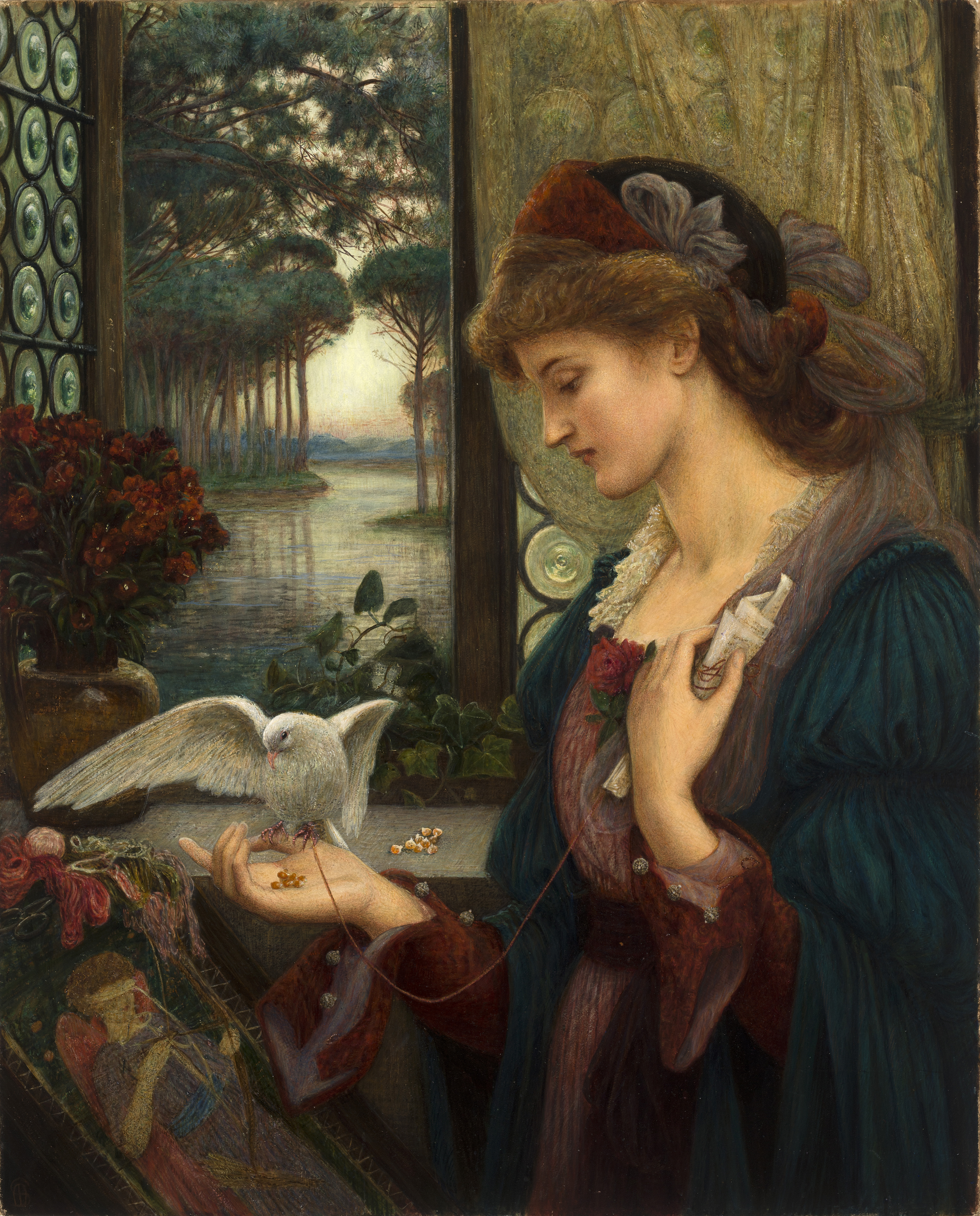
Love's Messenger, 1885
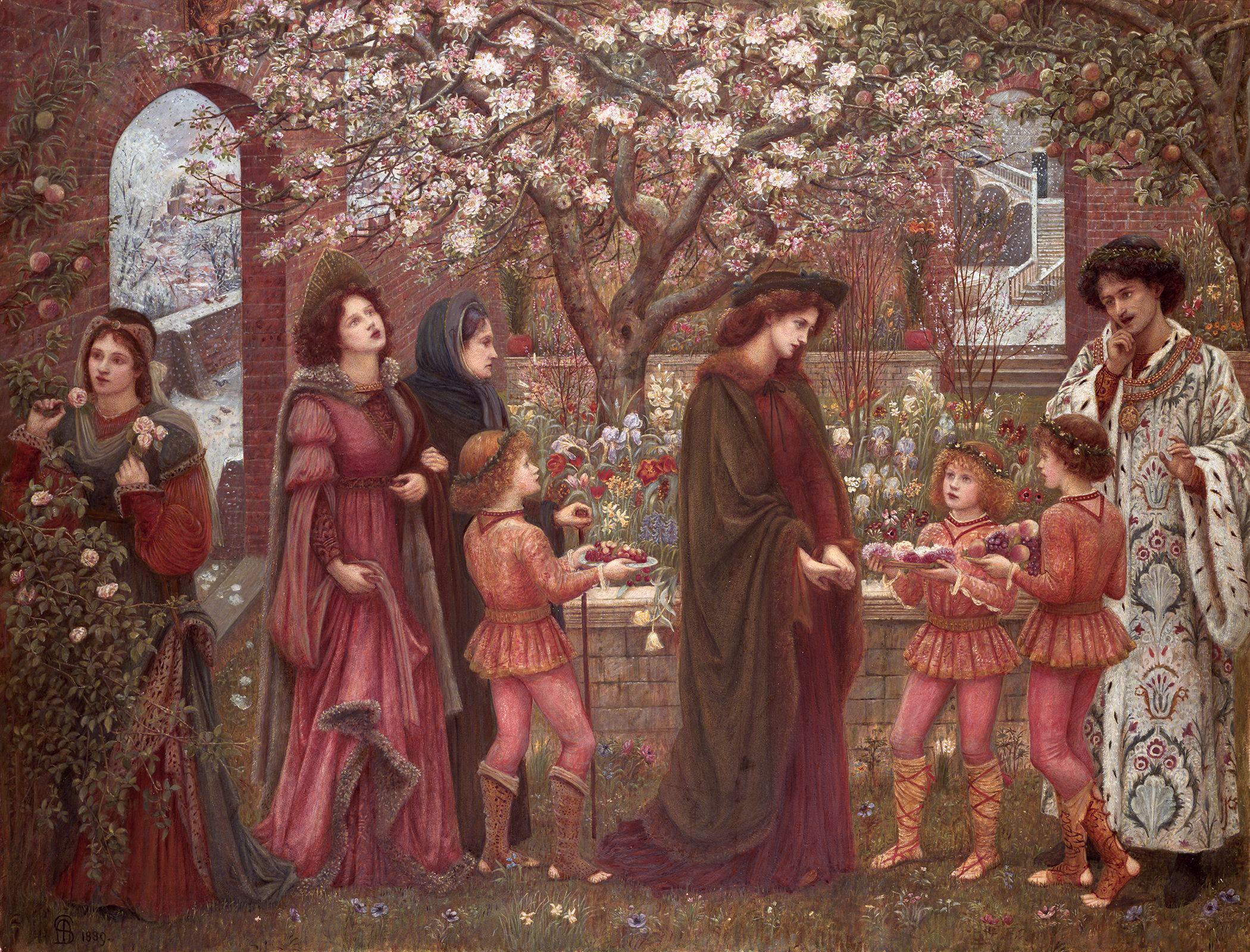
The Enchanted Garden of Messer Ansaldo, 1889
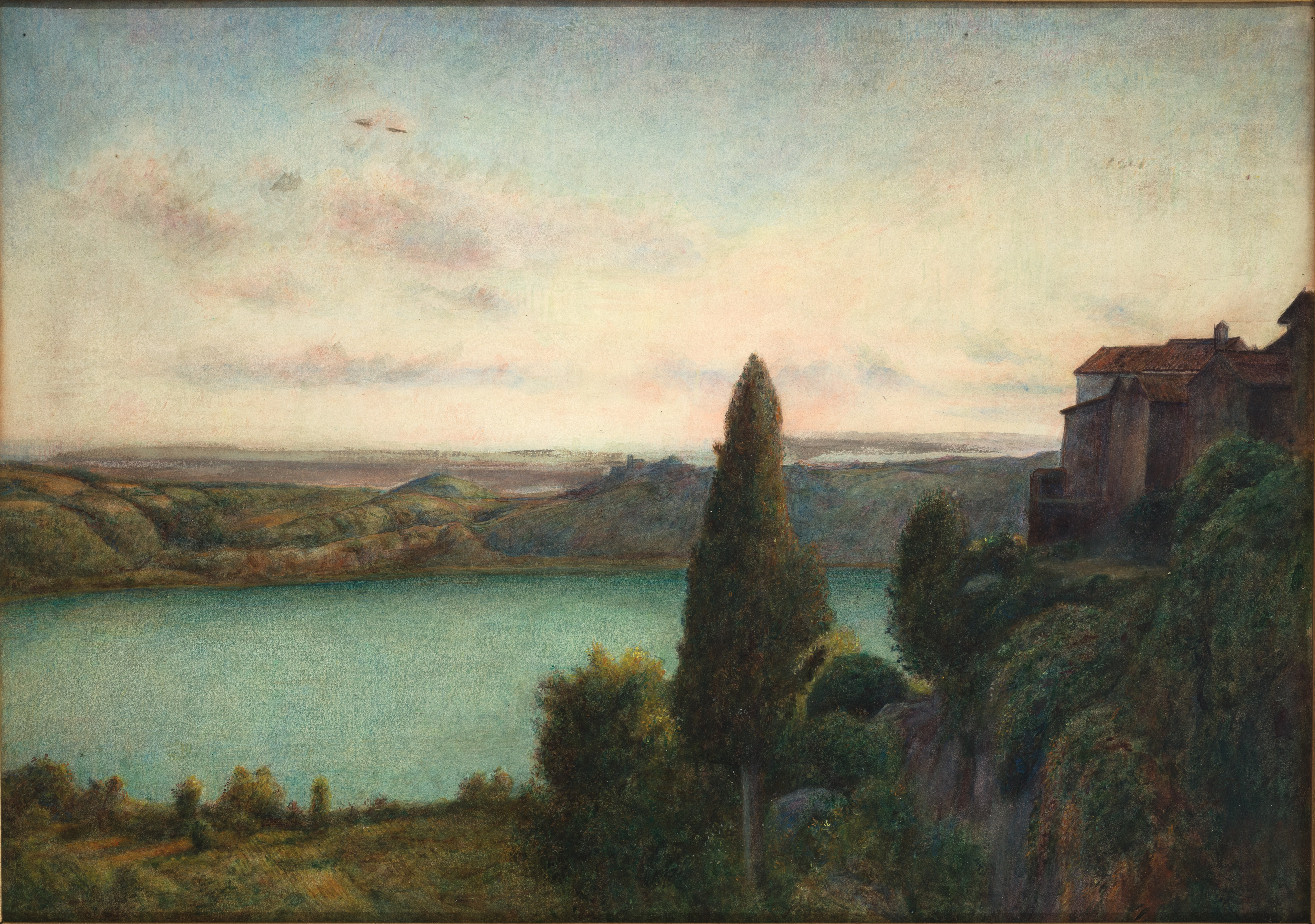
The Lake of Nemi, 1899